# Pogona nullarbor
Pogona nullarbor är en ödla som beskrevs 1976 av Judith Ada Badham. Arten ingår i släktet Pogona och familjen agamer. Den förekommer på Nullarbor Plain i Sydaustralien och Västaustralien. Det finns inga underarter listade i Catalogue of Life.

## Utseende
Den en medelstor art med en kroppslängd på cirka 14 cm och en svanslängd på 20 cm. Arten är rödbrun eller orangebrun med vita horisontella ränder på ryggen och 3–7 rader taggiga fjäll på kroppen.

## Ekologi
Djuren blir könsmogna efter sex månader till ett år. Honorna lägger 14-20 ägg flera gånger om året och ungarna kläcks efter en inkubationstid på cirka 80 dagar.